# Asilus lusitanicus
Asilus lusitanicus är en tvåvingeart som först beskrevs av Carl von Linné 1767.  Asilus lusitanicus ingår i släktet Asilus och familjen rovflugor.
Artens utbredningsområde är Portugal. Inga underarter finns listade i Catalogue of Life.